# Ed Bartels
Edward John Bartels, detto Ed (New York, 8 ottobre 1925 – Killingworth, 4 novembre 2007), è stato un cestista statunitense, professionista nella NBA.